# Wiesenrauten
Die Wiesenrauten (Thalictrum) ist die einzige Pflanzengattung der Untertribus Thalictrinae innerhalb der Familie der Hahnenfußgewächse (Ranunculaceae). Sie kommt fast weltweit vor.

## Beschreibung

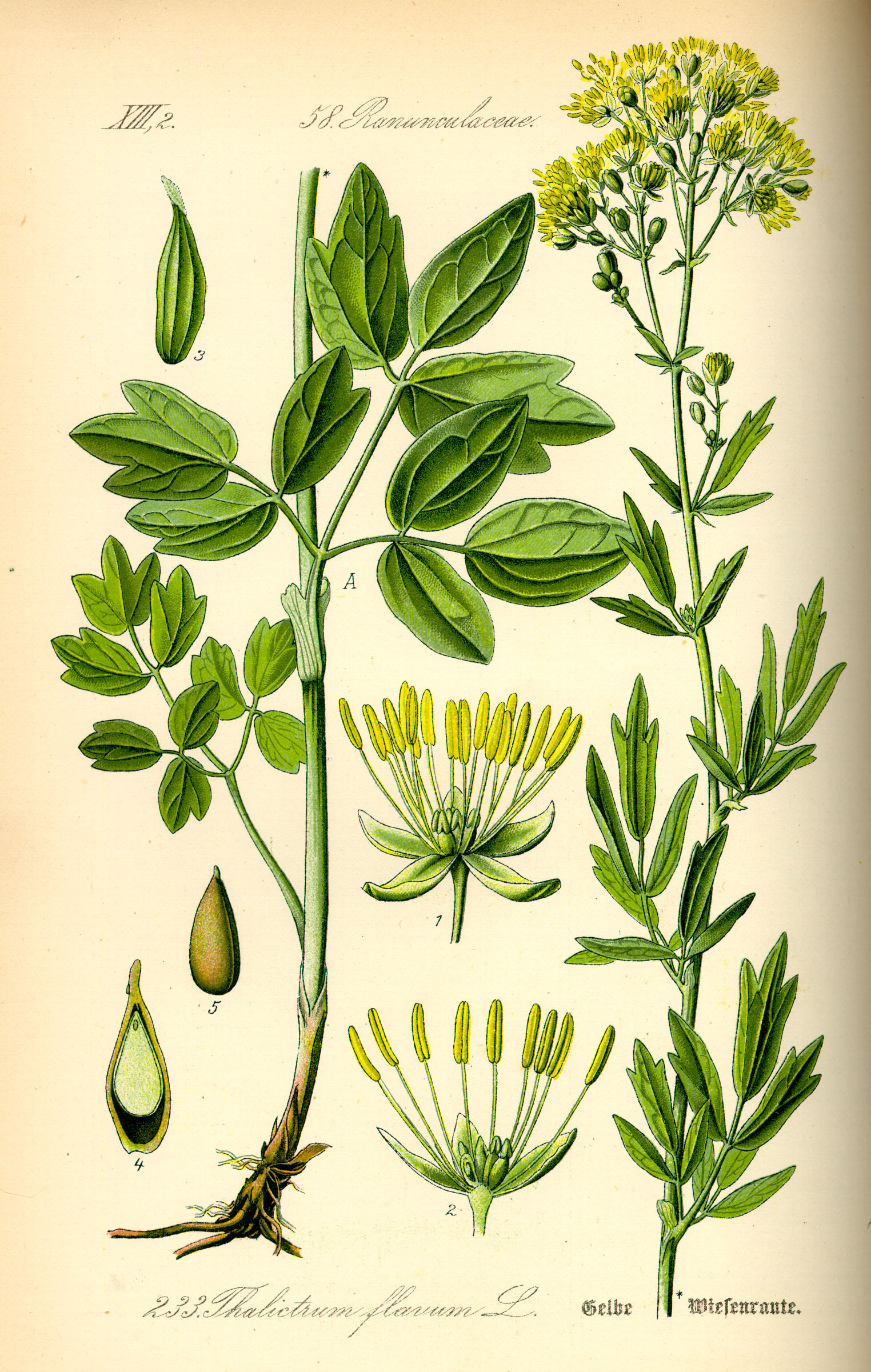
Illustration der Gelben Wiesenraute (Thalictrum flavum)

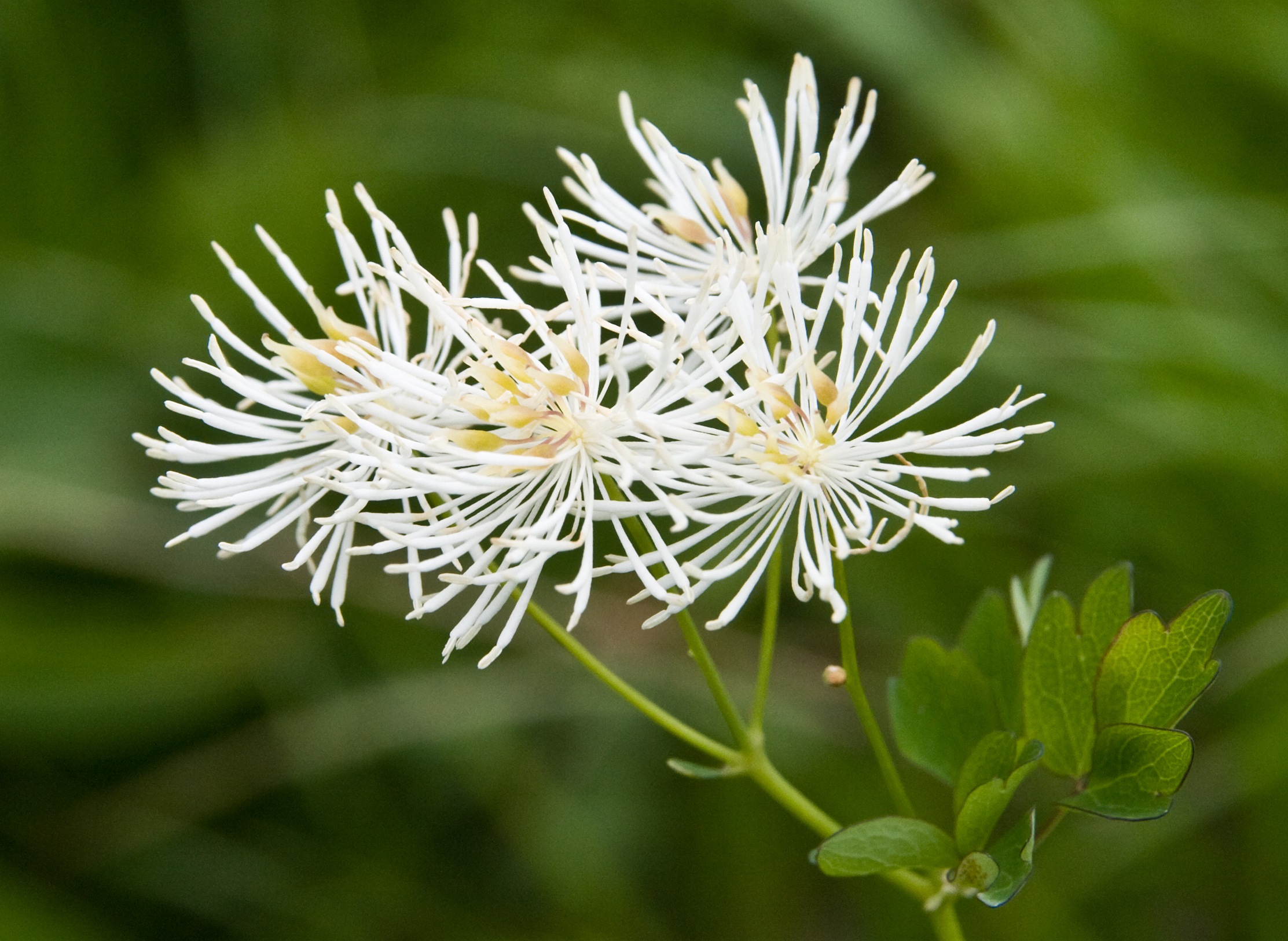
Ausschnitt eines Blütenstandes der Akeleiblättrigen Wiesenraute (Thalictrum aquilegiifolium L.) mit Blüten im Detail

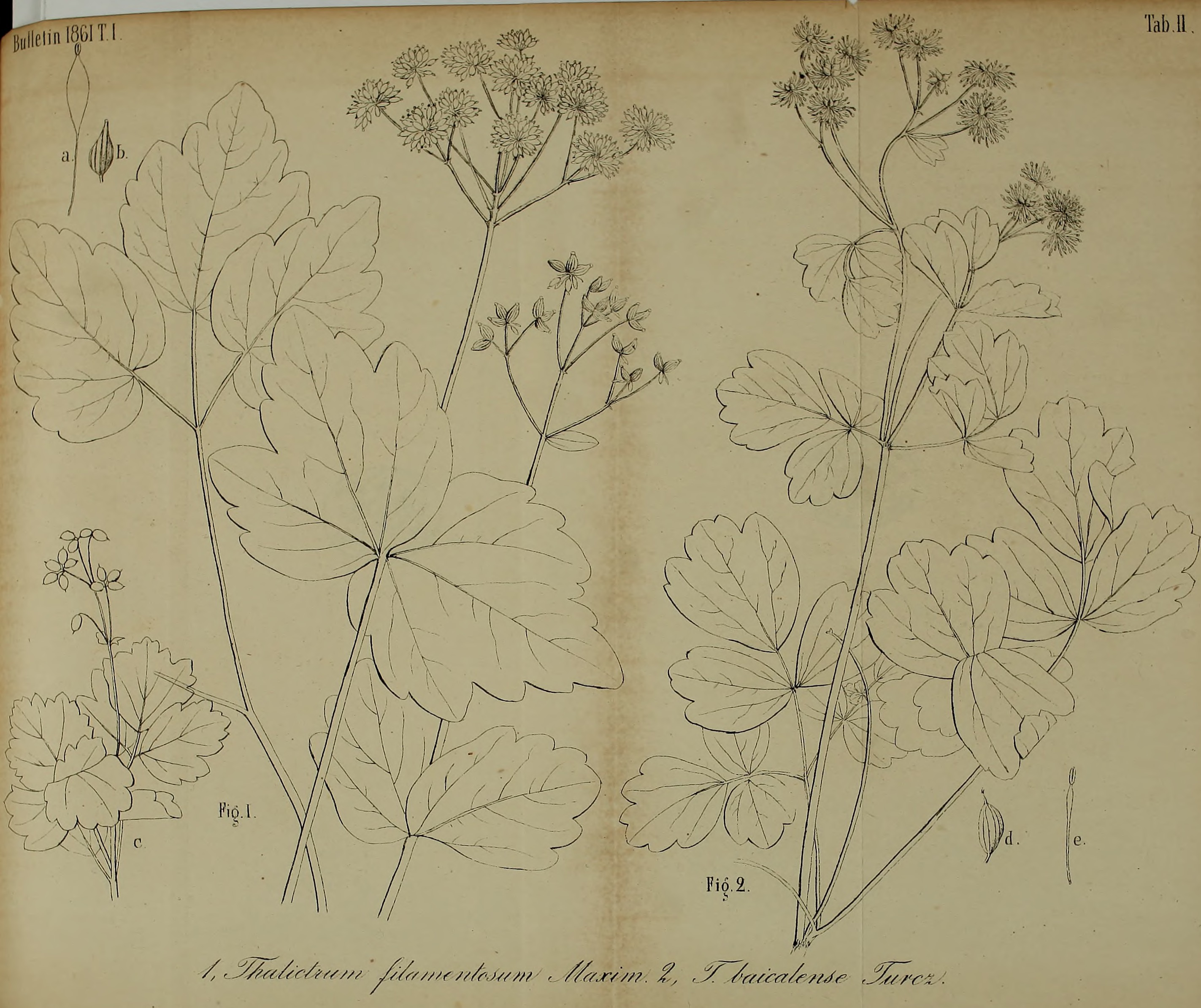
Illustration von Thalictrum baicalense und Thalictrum filamentosum in Bulletin de la Société Impériale des Naturalistes de Moscou, 1861

### Erscheinungsbild und Blätter
Die Wiesenrauten-Arten wachsen als ausdauernde krautige Pflanzen. Sie bilden verholzende Rhizome oder Wurzelknollen als Überdauerungsorgane.
Die Laubblätter sind grundständig und wechselständig am Stängel verteilt angeordnet. Die unteren Laubblätter sind gestielt und die obersten sind ungestielt. Die Blattspreiten sind ein- bis vierfach dreizählig oder  ein- bis vierfach gefiedert. Selten, beispielsweise bei Thalictrum rotundifolium ist die Blattspreite einfach. Die Abschnitte oder Fiederblättchen sind herzförmig-nierenförmig, verkehrt-eiförmig, lanzettlich oder linealisch, manchmal drei- oder mehrlappig, mit glattem oder gekerbten Rand. Nebenblätter können vorkommen, aber auch fehlen.

### Blütenstände und Blüten
Die Blüten stehen einzeln oder zu zweit bis zweihundert in meist endständigen, selten seitenständigen, rispigen, traubigen, schirmtraubigen, doldigen oder  monochasial zymösen Blütenständen zusammen; sie können bis zu 41 cm groß sein. Laubblattähnliche Tragblätter stehen, wenn vorhanden, zu zweit bis neunt in einem Wirtel zusammen; sie stehen den Blüten nicht nahe.
Die Blüten sind zwittrig oder eingeschlechtig. Bei vielen Arten sind alle Blüten zwittrig, es gibt auch Arten, bei denen zwittrige und eingeschlechtige Blüten auf einem Exemplar vorkommen (Thalictrum smithii). Einige Arten besitzen nur eingeschlechtige Blüten, dabei gibt es einhäusige (monözisch) und zweihäusige (diözisch, Thalictrum dioicum, Thalictrum revolutum) Arten.
Die Blüten sind radiärsymmetrisch. Die Blütenhülle ist einfach und besteht aus vier bis zehn Blütenhüllblättern. Die weißen bis grünlich-gelben oder purpurfarbenen Blütenhüllblätter sind bei Längen von meist 1 bis 18 Millimetern lanzettlich bis nieren- oder spatelförmig. Die Blütenhüllblätter fallen früh ab, häufig noch während der Anthese. Kron- oder Nektarblätter fehlen. Die 7 bis 30 fertilen Staubblätter sind länger als die Blütenhüllblätter. Die Staubfäden sind faden- bis keulenförmig oder gegen die Spitze angeschwollen. Jede Blüte enthält 1 bis 50 (selten bis zu 70) freie (nicht verwachsene) Fruchtblätter. Jedes Fruchtblatt enthält nur eine Samenanlage. Ein Griffel ist meist vorhanden oder kann fehlen.

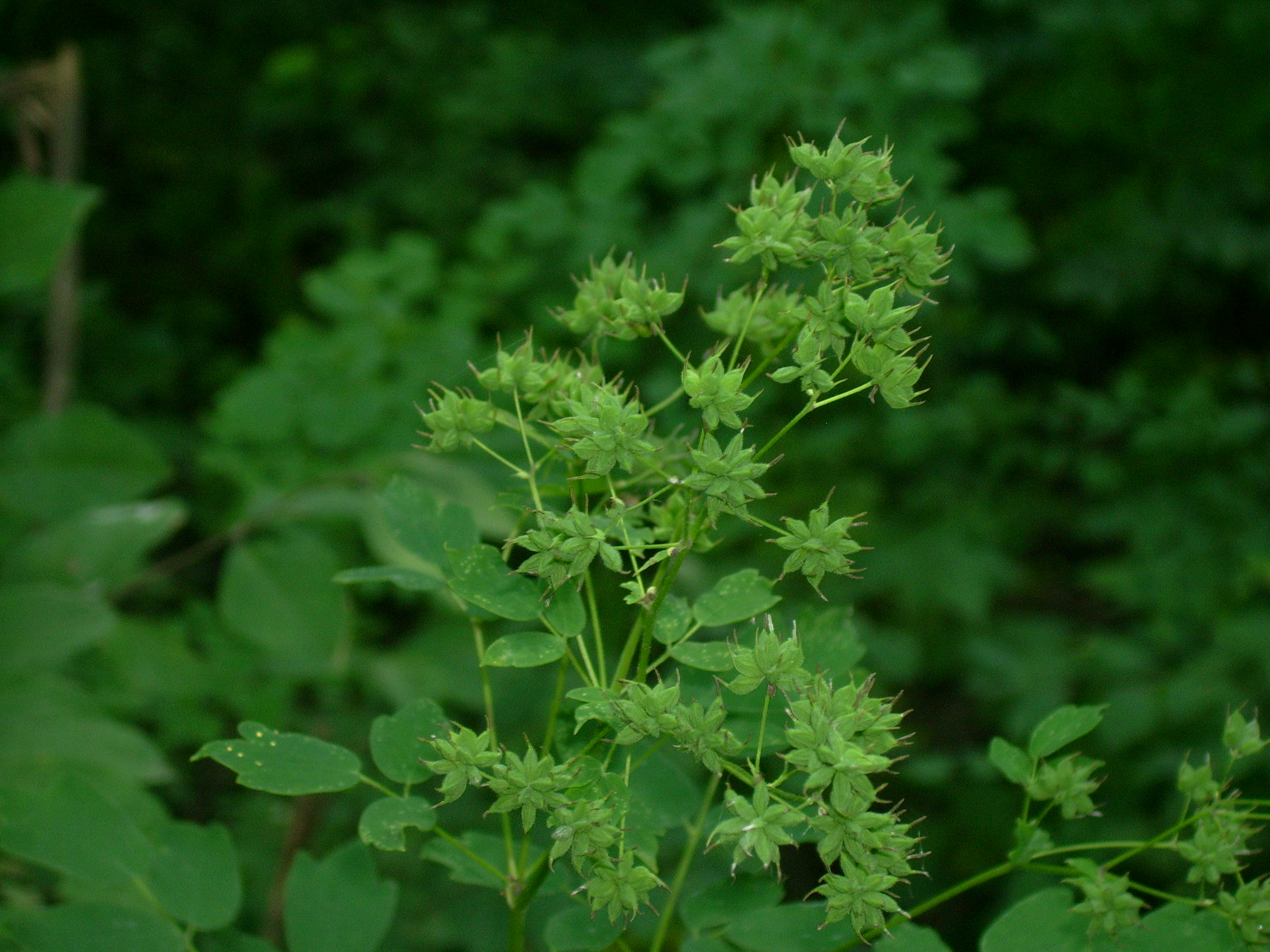
Fruchtstand von Thalictrum pubescens mit Sammelfrüchten, die unreife Nüsschen enthalten

### Früchte
Die Sammelfrüchte enthalten einige bis viele gestielte oder ungestielte Nüsschen. Die Nüsschen sind eiförmig bis verkehrt-eiförmig, sichel- oder scheibenförmig, seitlich mit deutlichen Nerven oder Rippen. Sie können in einen bis zu 4 mm langen, geraden oder eingerollten Schnabel enden.

### Inhaltsstoffe und Chromosomenzahlen
In der Gattung kommen Cyanogene Glykoside vor. Die Chromosomengrundzahl beträgt x = 7.

## Systematik und Verbreitung
Die Gattung Thalictrum wurde 1753 durch Carl von Linné in Species Plantarum, Tomus 1, Impensis Laurentii Salvii, Holmiae, Seite 545, aufgestellt. Typusart ist Thalictrum foetidum L. Synonyme für Thalictrum L. sind: Anemonella Spach, Piuttia Mattei, Physocarpum Berchtold & J.Presl, Praticola Ehrhart, Ruprechtia Opiz non C.A.Meyer, Schlagintweitiella Ulbr., Stipularia Delpino, Syndesmon (Hoffmanns. ex Endl.) Britton, Tripterium Berchtold & J.Presl.
Die Gattung Thalictrum ist fast weltweit verbreitet, hauptsächlich in gemäßigten Gebieten. In Nordamerika sind etwa 22 Arten beheimatet. In China kommen etwa 76 Arten, davon 49 nur dort. In Europa kommen etwa 15 Arten vor.
Die Wiesenrauten-Arten Mitteleuropas sind: Alpen-Wiesenraute (Thalictrum alpinum), Akeleiblättrige Wiesenraute (Thalictrum aquilegiifolium), Gelbe Wiesenraute (Thalictrum flavum), Stinkende Wiesenraute (Thalictrum foetidum), Glänzende Wiesenraute (Thalictrum lucidum), Kleine Wiesenraute (Thalictrum minus), Schmalblättrige Wiesenraute (Thalictrum simplex); Blaugrüne Wiesenraute (Thalictrum speciosissimum) ist ein Neophyt in Mitteleuropa.
Die Gattung Thalictrum ist die einzige Gattung der Subtribus Thalictrinae aus der Tribus Isopyreae in der Unterfamilie Isopyroideae innerhalb der Familie der Ranunculaceae.

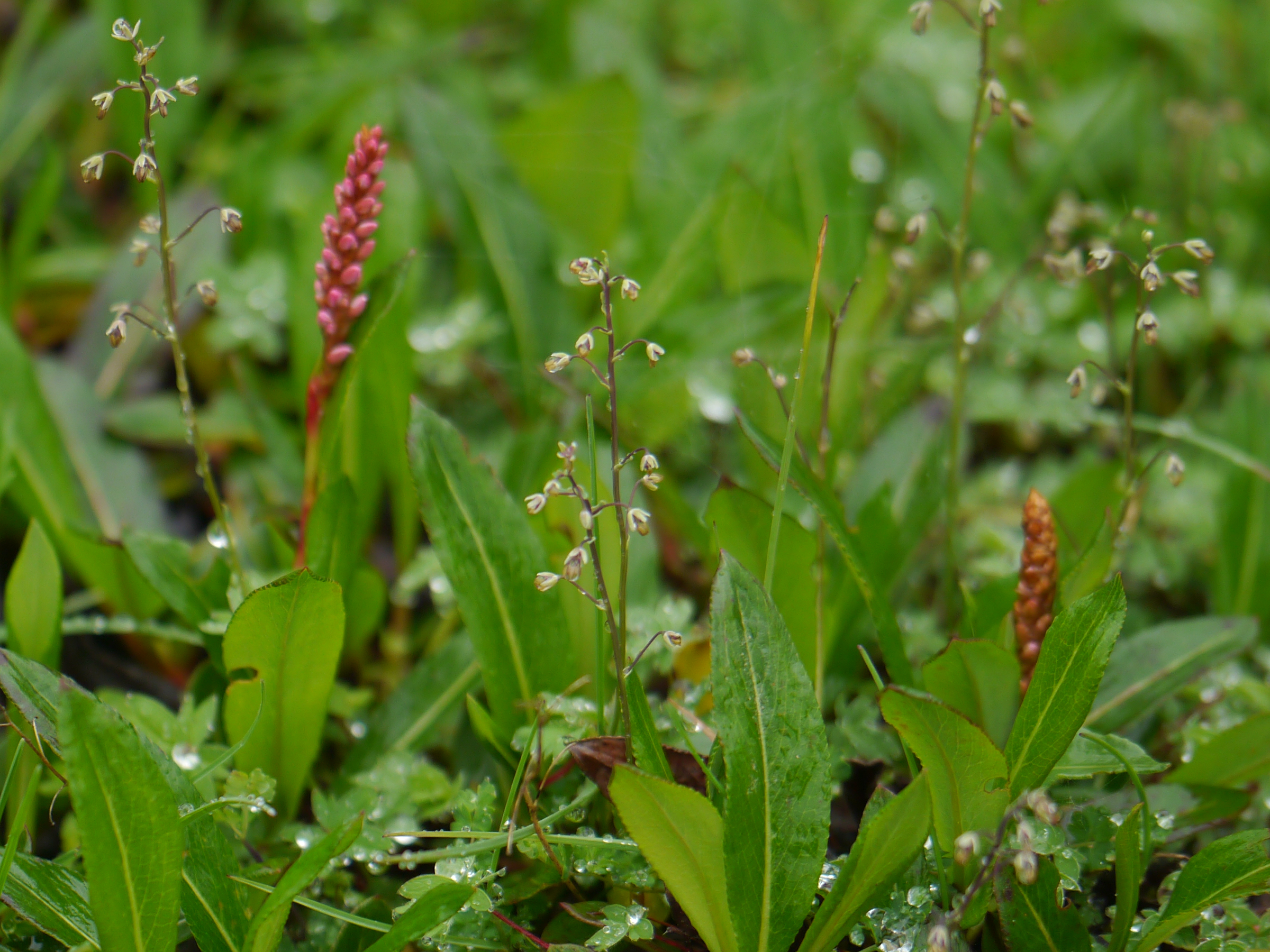
Alpen-Wiesenraute (Thalictrum alpinum)

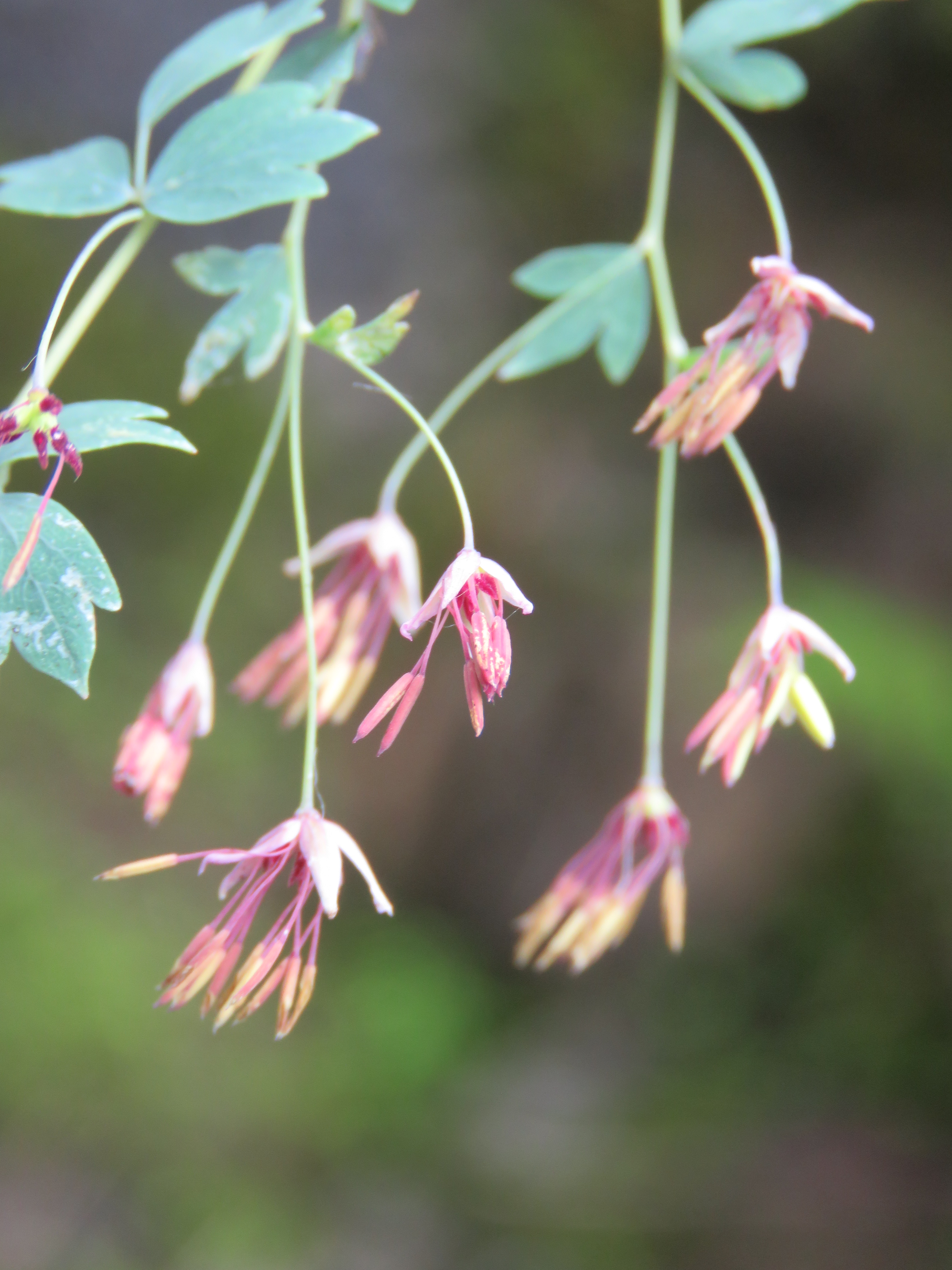
Blütenstand von Thalictrum cultratum

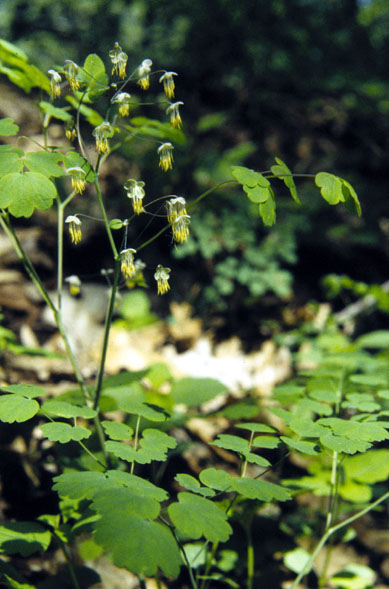
Blütenstand von Thalictrum dioicum

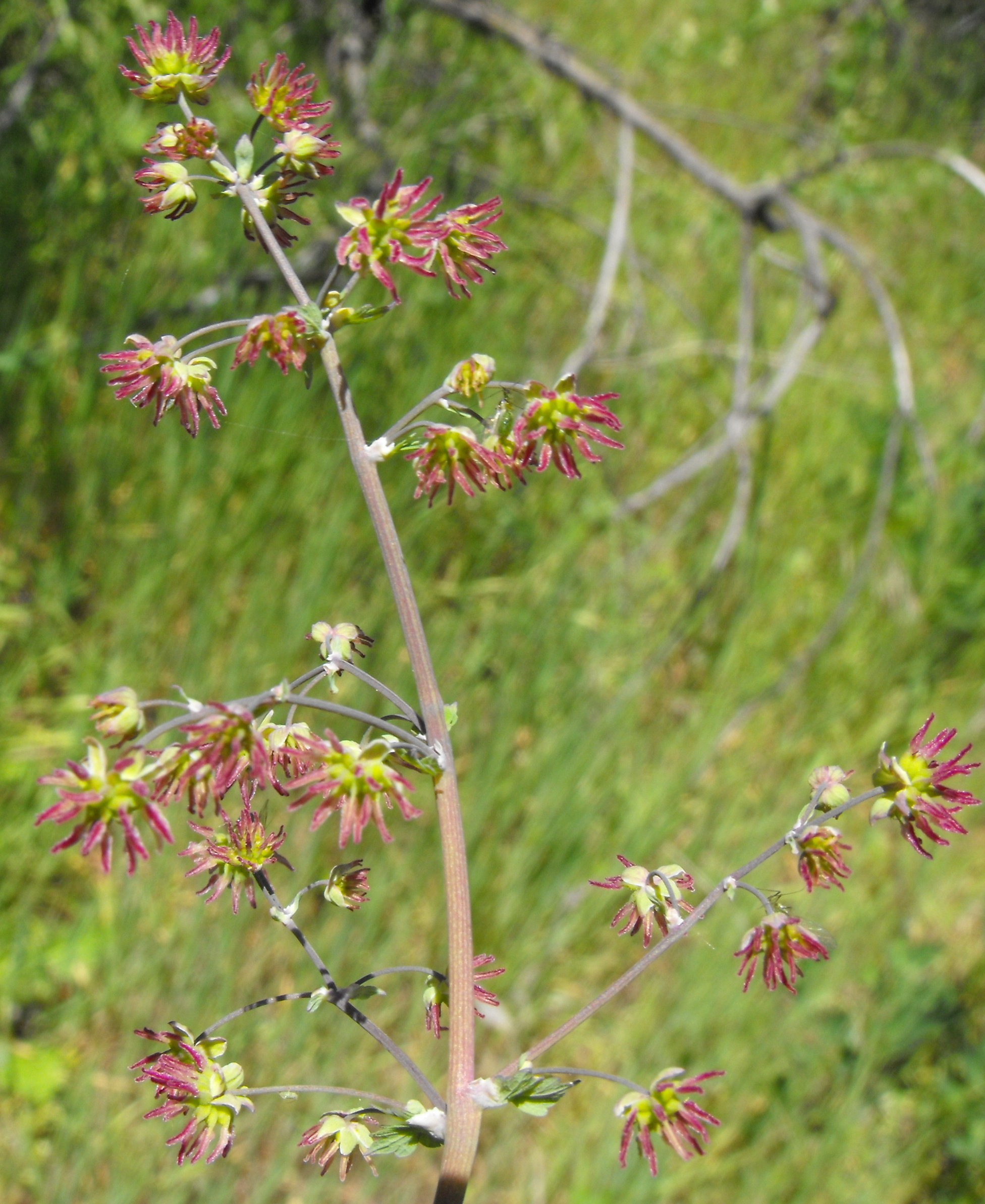
Blütenstand von Thalictrum fendleri

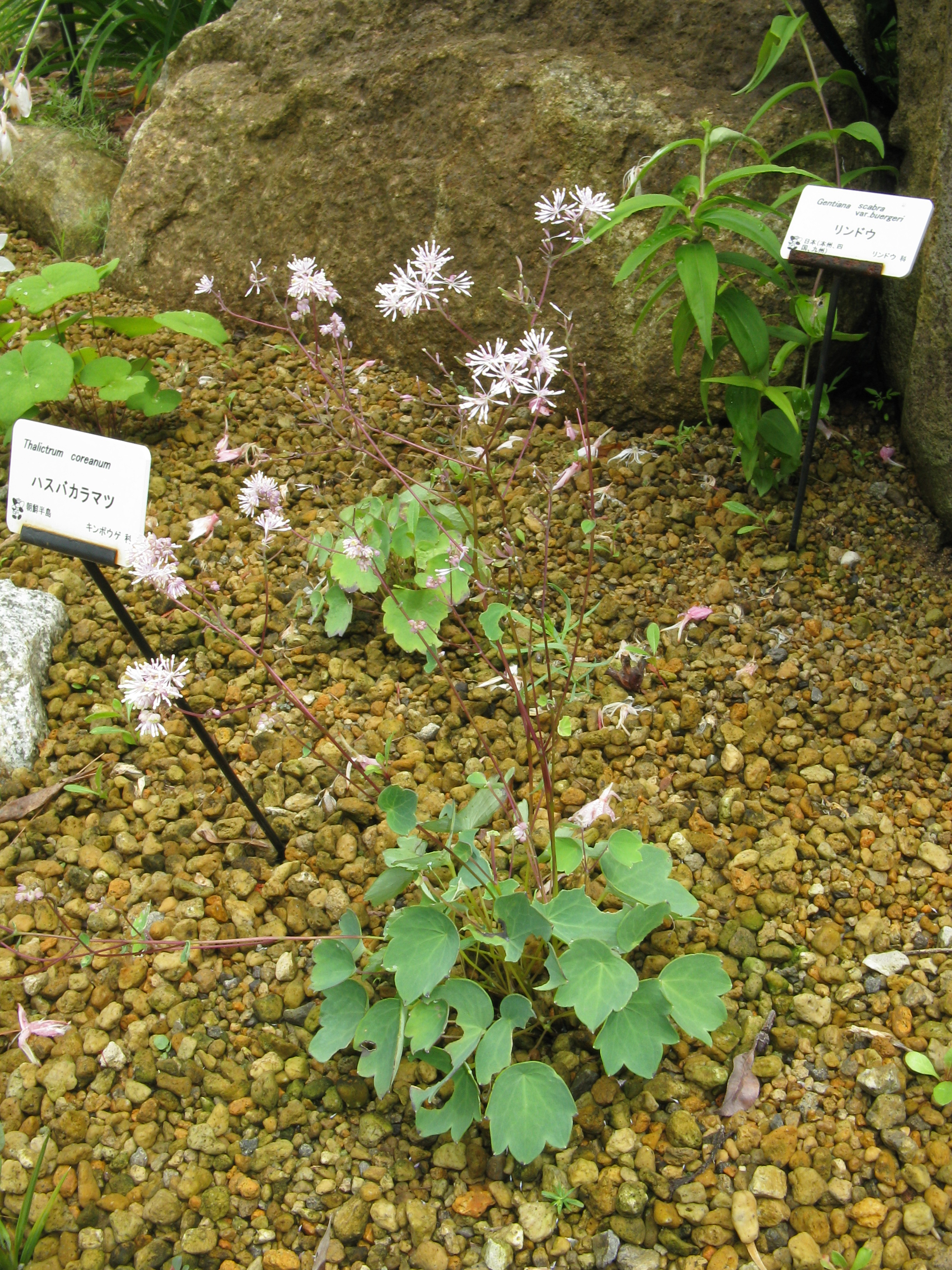
Habitus und Blütenstand von Thalictrum ichangense var. coreanum

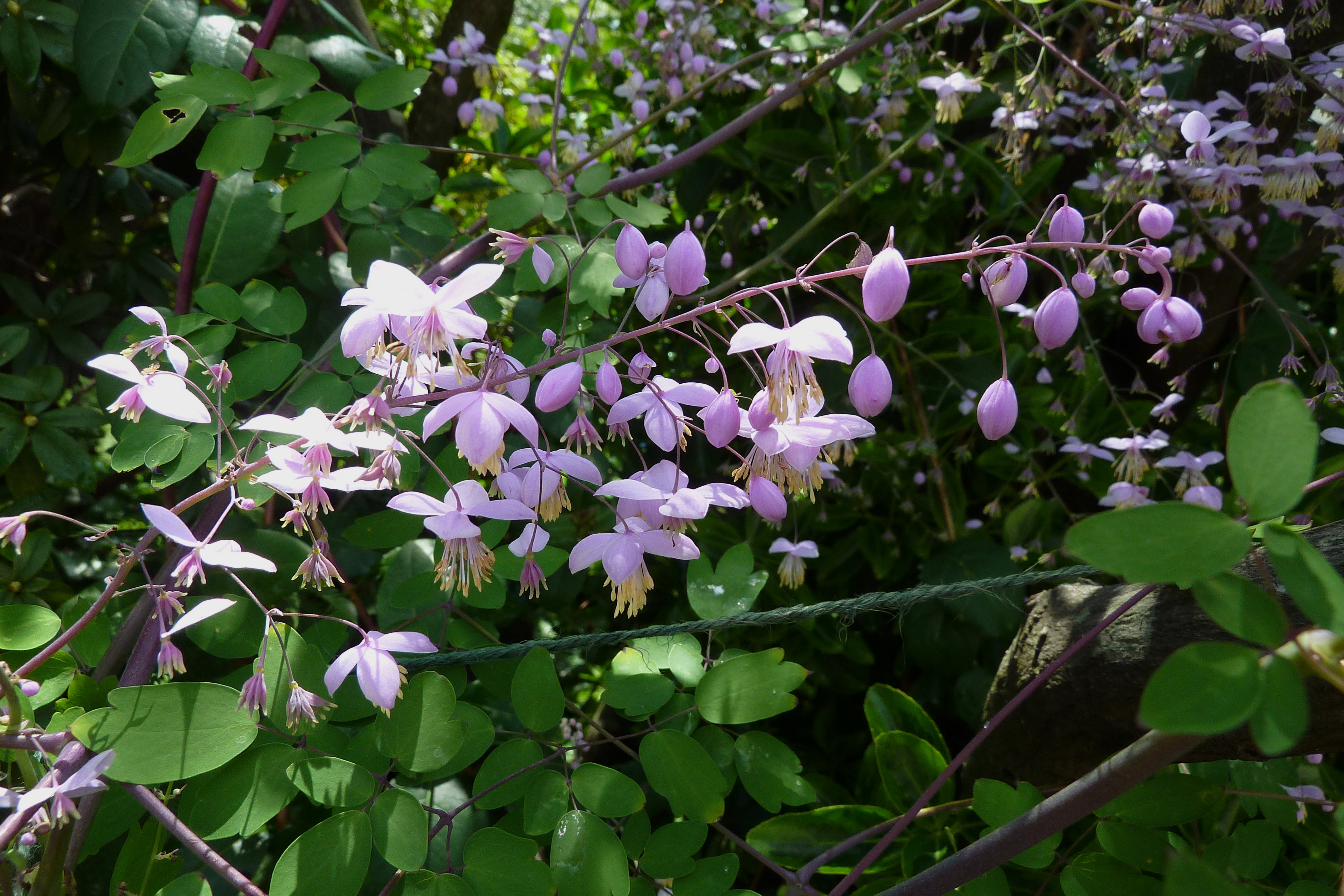
Blütenstand von Thalictrum delavayi

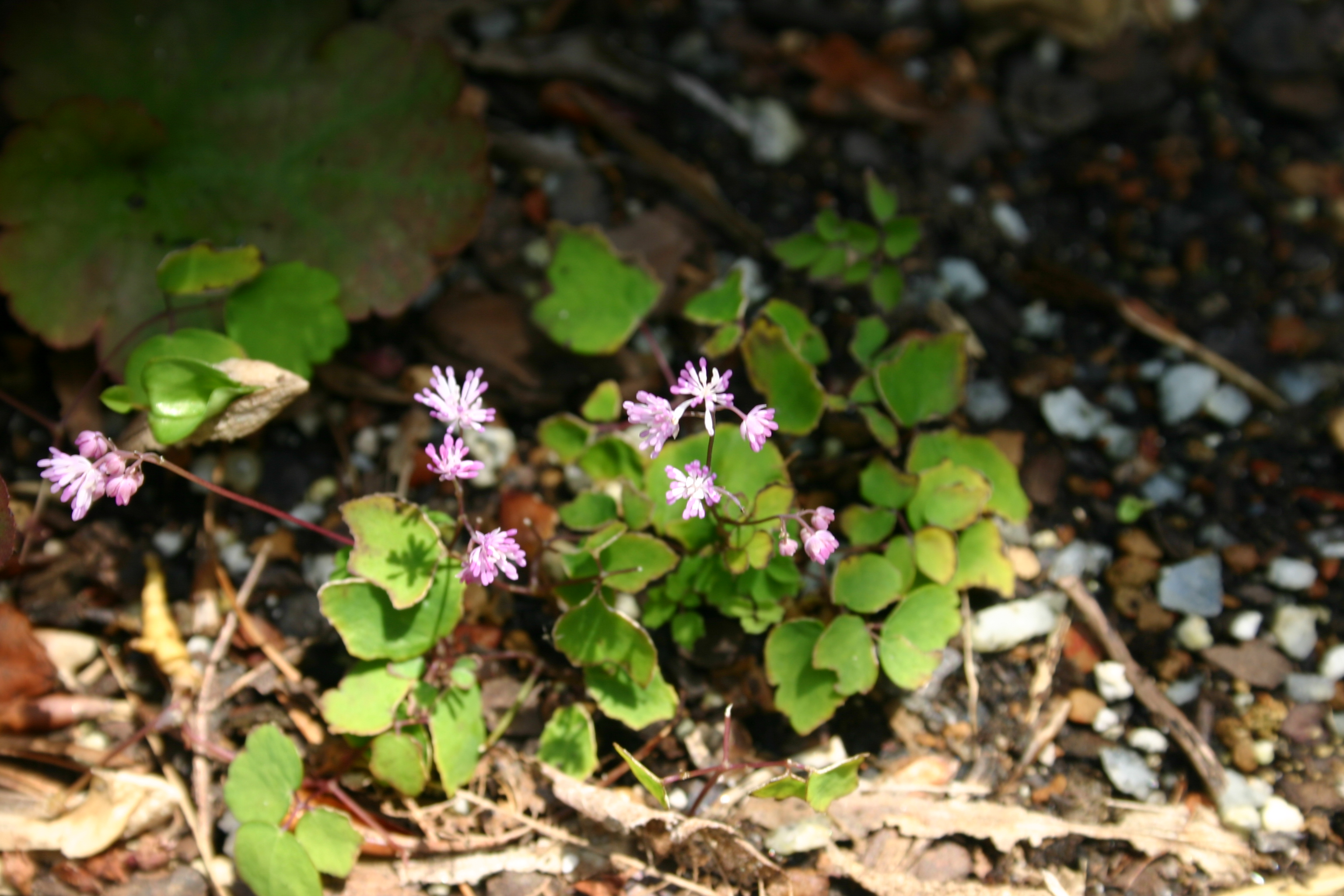
Habitus und Blütenstand von Thalictrum kiusianum

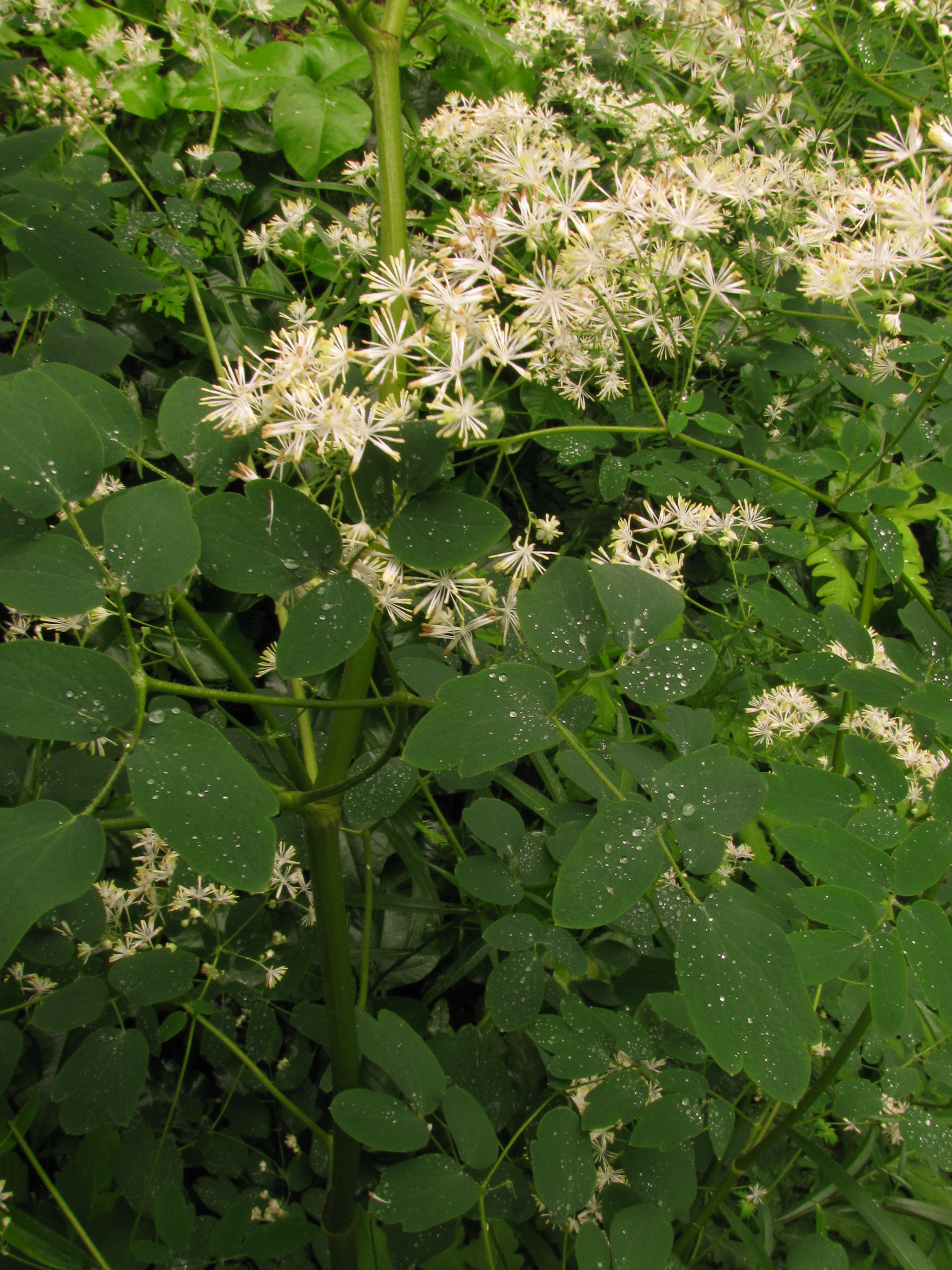
Habitus und Blütenstand von Thalictrum pubescens

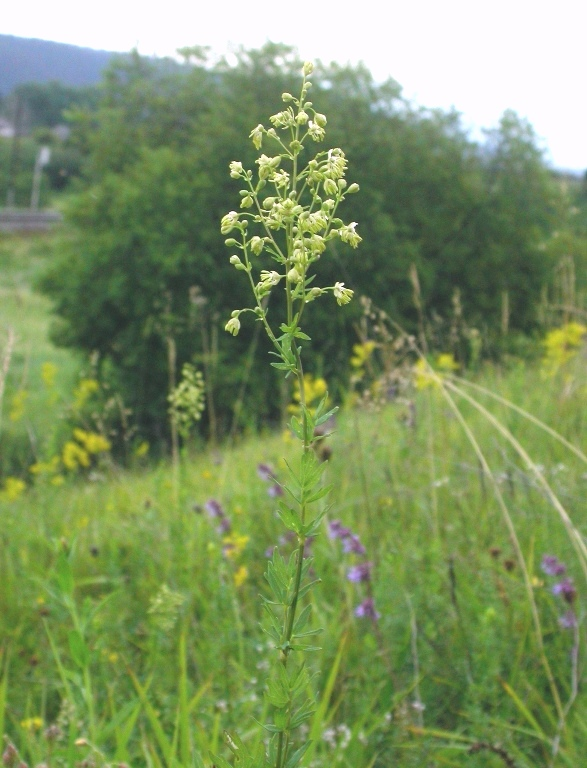
Schmalblättrige Wiesenraute (Thalictrum simplex)

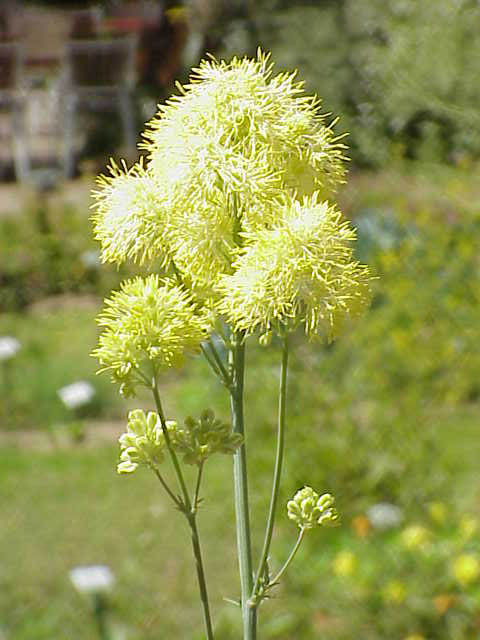
Blütenstand der Blaugrünen Wiesenraute (Thalictrum speciosissimum)

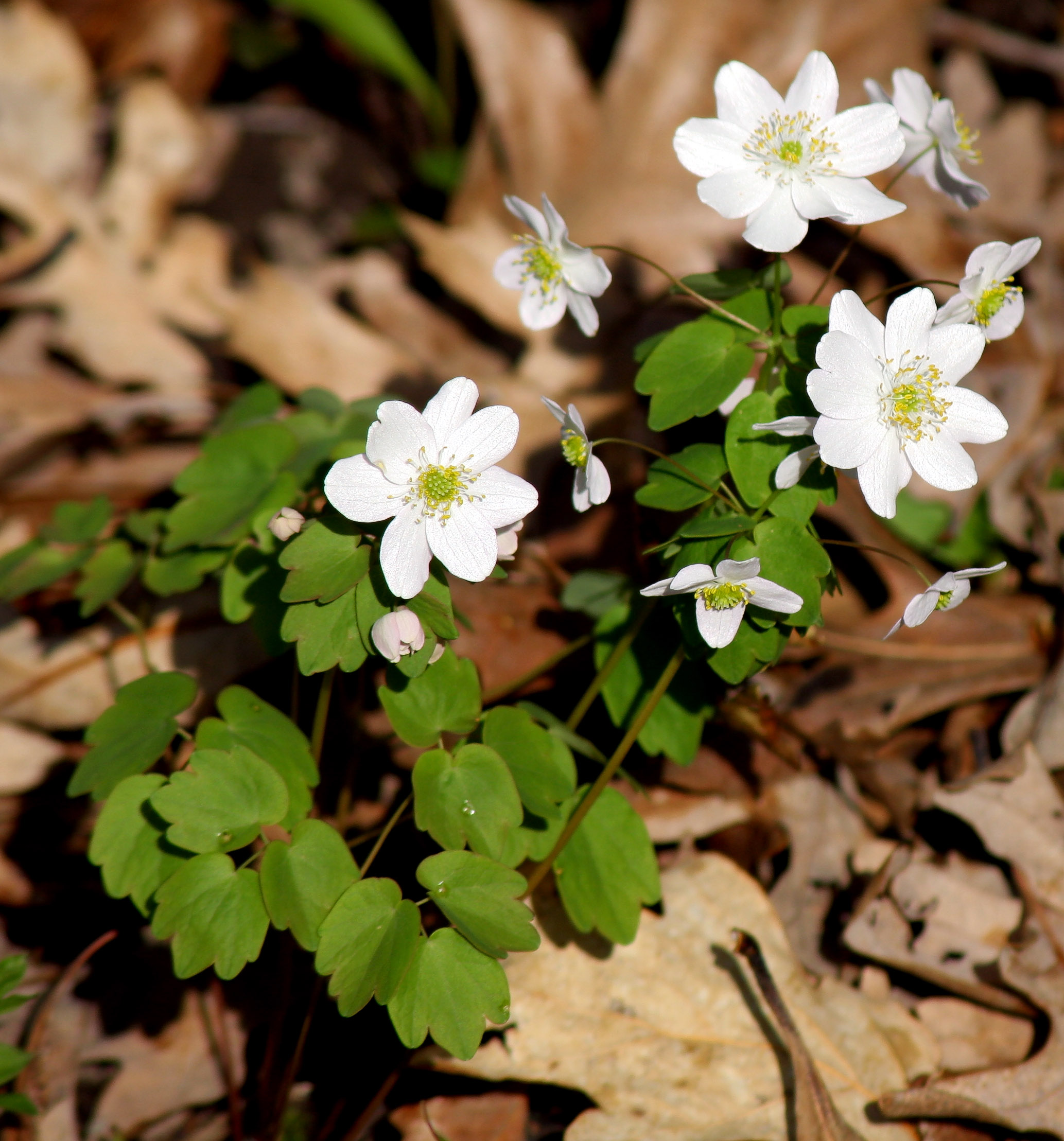
Habitus und Blüten der Rautenanemone (Thalictrum thalictroides)

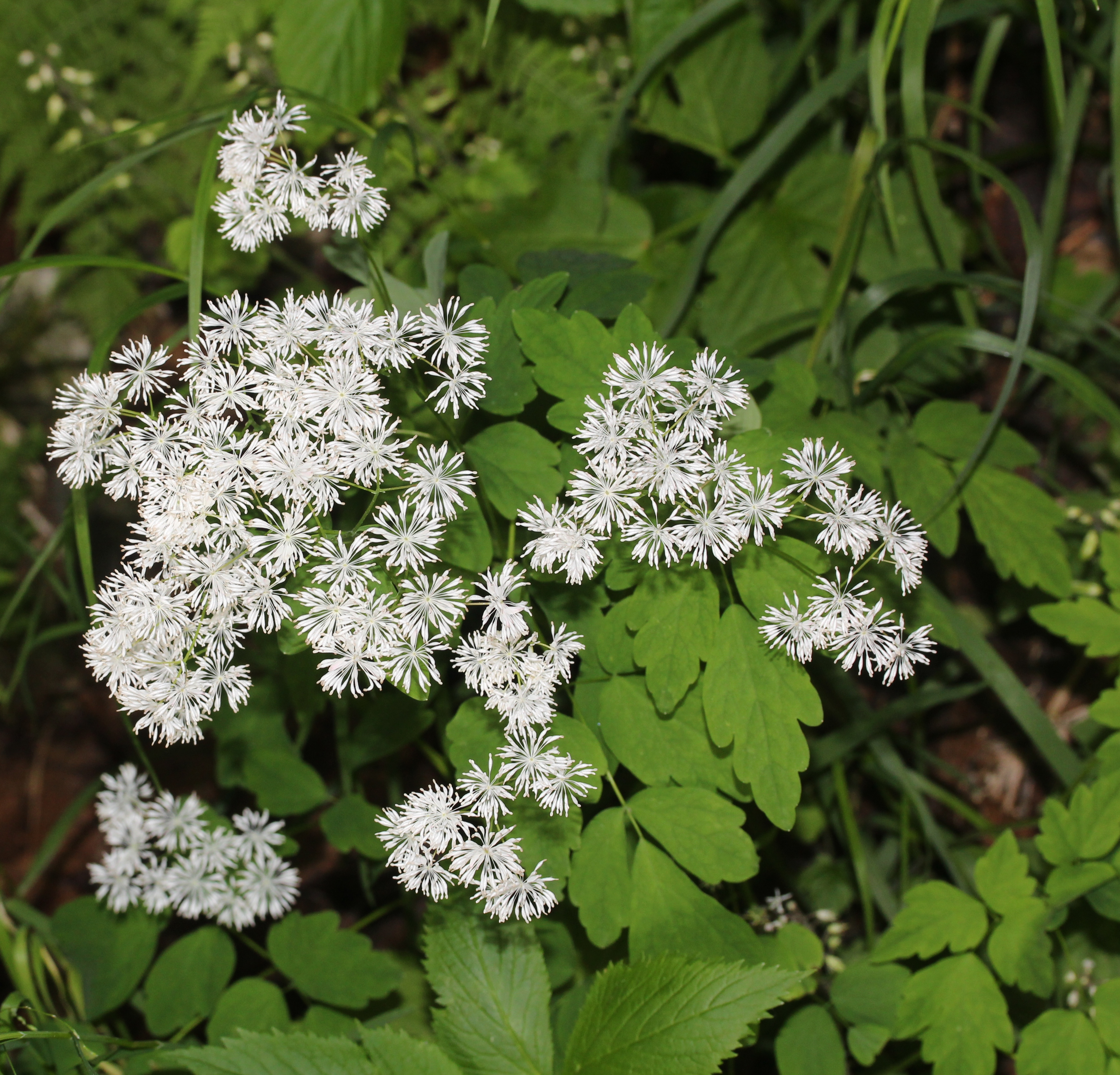
Thalictrum tuberiferum

Es gibt etwa 120 bis 200 Thalictrum-Arten (Auswahl):
- Thalictrum acutifolium (Hand.-Mazz.) B.Boivin: Sie gedeiht in Höhenlagen von 600 bis 2000 Metern in den chinesischen Provinzen Anhui, Fujian, Guangdong, Guangxi, Guizhou, Hunan, Jiangxi, Sichuan sowie Zhejiang.[6]
- Alpen-Wiesenraute (Thalictrum alpinum L.): Sie ist in Eurasien, Nordamerika und Grönland verbreitet.
- Thalictrum appendiculatum C.A.Mey.: Sie ist von Zentralasien über Sibirien bis zur Mongolei verbreitet.[7]
- Akeleiblättrige Wiesenraute (Thalictrum aquilegiifolium L.): Sie kommt in Europa und der Türkei vor.
- Thalictrum atriplex Finet & Gagnep.: Sie gedeiht in Wäldern, an Waldrändern und an Hängen in Höhenlagen von 2300 bis 3600 Metern in Tibet und in den chinesischen Provinzen Sichuan sowie Yunnan.[6]
- Thalictrum baicalense Turcz. ex Ledeb.: Die etwa zwei Varietäten sind in Sibirien, Korea, in der Mongolei, in Tibet und in den chinesischen Provinzen Gansu, Hebei, Heilongjiang, Henan, Jilin, Qinghai, Shaanxi sowie Sichuan verbreitet.[6]
- Thalictrum brevisericeum W.T.Wang & S.H.Wang: Sie gedeiht am Rand von Bergwäldern in Höhenlagen von 900 bis 2300 Metern in den chinesischen Provinzen Gansu, Shaanxi sowie Yunnan.[6]
- Thalictrum calabricum Spreng.: Dieser Endemit kommt nur Süditalien vor.
- Thalictrum chayuense W.T.Wang: Dieser Endemit gedeiht in Wäldern in Gebirgstälern in Höhenlagen von etwa 2700 Metern nur in Zayü Xian im südöstlichen Tibet.[6]
- Thalictrum chelidonii DC.: Sie kommt im Himalaja von Kaschmir, Assam, über Nepal, Sikkim sowie Bhutan bis ins südliche Tibet vor.[6]
- Thalictrum cincinnatum B.Boivin: Sie kommt nur in Bolivien vor.[7]
- Thalictrum cirrhosum H.Lév.: Sie gedeiht in Höhenlagen von 2200 bis 2400 Metern nur im zentralen Yunnan.[6]
- Thalictrum clavatum DC.: Sie kommt in den östlichen Vereinigten Staaten vor.[8]
- Thalictrum confine Fernald: Sie kommt im östlichen Kanada und in den nordöstlichen Vereinigten Staaten vor.[8]
- Thalictrum coreanum H.Lév.: Diese gefährdete Art kommt nur in Südkorea vor.
- Thalictrum coriaceum (Britton) Small: Sie kommt in den östlichen Vereinigten Staaten vor.[8]
- Thalictrum cultratum Wall. (Syn.: Thalictrum deciternatum B.Boivin, Thalictrum yui B.Boivin): Sie kommt im Himalaja in Kaschmir, Nepal, Sikkim, Bhutan, Tibet und in den chinesischen Provinzen Gansu, Sichuan sowie im nordwestlichen Yunnan vor.[6]
- Raufrüchtige Wiesenraute (Thalictrum dasycarpum Fisch., C.A.Mey. & Avé-Lall.): Sie ist in Nordamerika in Kanada und USA weitverbreitet.[8]
- Thalictrum decipiens B.Boivin, Heimat: Peru bis Argentinien.[7]
- Chinesische Wiesenraute (Thalictrum delavayi Franch., Syn.: Thalictrum delavayi var. parviflorum Franch., Thalictrum dipterocarpum Franch., Thalictrum duclouxii H.Lév.): Die vier Varietäten kommen in Tibet und in den chinesischen Provinzen westliches Guizhou, westliches Sichuan sowie Yunnan vor.[6]
- Thalictrum diffusiflorum C.Marquand & Airy Shaw: Dieser Endemit gedeiht in Höhenlagen von 2900 bis 3800 Metern nur im südöstlichen Tibet[6]
- Thalictrum dioicum L.: Sie kommt im südöstlichen Kanada und in den zentralen und östlichen Vereinigten Staaten vor.[8]
- Thalictrum elegans Wall. ex Royle (Syn.: Thalictrum samariferum B.Boivin): Sie kommt in Pakistan, Kaschmir, Indien, Nepal, Bhutan, Sikkim, im südlichen Tibet und in den chinesischen Provinzen südwestliches Sichuan sowie nordwestliches Yunnan vor.[6]
- Thalictrum faberi Ulbr. (Syn.: Thalictrum macrophyllum Migo): Sie gedeiht in Wäldern in Höhenlagen von 600 bis 1300 Metern in den chinesischen Provinzen Anhui, Fujian, Henan, Hunan, Jiangsu, Jiangxi sowie Zhejiang.[6]
- Thalictrum fargesii Franch. ex Finet & Gagnep. (Syn.: Thalictrum pallidum Franch.): Sie gedeiht in Höhenlagen von 1300 bis 2400 Metern in den chinesischen Provinzen Gansu, Guizhou, Henan, Hubei, Shanxi sowie Sichuan.[6]
- Thalictrum fendleri Engelm. ex A.Gray: Sie kommt in den westlichen und zentralen Vereinigten Staaten und im nördlichen Mexiko vor.[8]
- Thalictrum filamentosum Maxim.: Sie kommt in Russland und in China vor.[6]
- Thalictrum finetii B.Boivin, Heimat: China[6]
- Gelbe Wiesenraute (Thalictrum flavum L., Syn. Thalictrum morisonii C.C.Gmel.)[9], Heimat: Europa und Asien
- Thalictrum foeniculaceum Bunge: Sie kommt in den chinesischen Provinzen Gansu, Hebei, Liaoning, Shaanxi und Shanxi vor.[6]
- Stinkende Wiesenraute (Thalictrum foetidum L.), Heimat: Europa und Asien
- Thalictrum foliolosum DC.: Sie kommt in Indien, Nepal, Sikkim, Thailand, Myanmar, Tibet und in den chinesischen Provinzen Sichuan sowie Yunnan vor.[6]
- Thalictrum fortunei S.Moore: Sie kommt in den chinesischen Provinzen Anhui, Jiangsu, Jiangxi und Zhejiang vor.[6]
- Thalictrum fusiforme W.T.Wang: Dieser Endemit kommt nur im südöstlichen Tibet vor.[6]
- Thalictrum galeottii Lecoy.: Sie kommt in Mexiko vor.[7]
- Thalictrum gibbosum Lecoy.: Sie kommt in Mexiko vor.[7]
- Thalictrum glandulosissimum (Finet & Gagnep.) W.T.Wang & S.H.Wang: Sie kommt in drei Varietäten in Yunnan vor.[6]
- Thalictrum globiflorum Ledeb.: Sie wurde vom Baikalsee erstbeschrieben.
- Thalictrum grandidentatum W.T.Wang & S.H.Wang: Sie kommt im zentralen Sichuan vor.[6]
- Thalictrum grandiflorum Maxim.: Sie kommt im südlichen Gansu und im nördlichen Sichuan vor.[6]
- Thalictrum grandifolium S.Watson: Sie kommt in Mexiko vor.[7]
- Thalictrum guatemalense C.DC. & Rose: Sie kommt von Mexiko bis Nicaragua vor.[7]
- Thalictrum hernandezii Tausch ex J.Presl: Sie kommt in Mexiko vor.[7]
- Thalictrum honanense W.T.Wang & S.H.Wang: Sie kommt in der chinesischen Provinz Henan vor.[6]
- Thalictrum ichangense Lecoy. ex Oliv. (Syn.: Thalictrum multipeltatum (Pamp.) Pamp., Thalictrum tripeltatum Maxim.): China, Korea, Vietnam
- Thalictrum isopyroides C.A.Mey., Heimat: Türkei, Syrien, Nordirak, Armenien, Iran, Afghanistan, Altai
- Thalictrum javanicum Blume: Sio kommt in Indien, Nepal, Bhutan, Sikkim, Indonesien, Sri Lanka und in China vor.[6]
- Thalictrum kiusianum Nakai, Heimat: Japan
- Thalictrum lancangense Y.Y.Qian: Sie kommt nur im südwestlichen Yunnan vor.[6]
- Thalictrum lankesteri Standl.: Sie kommt in Costa Rica vor.[7]
- Thalictrum laxum Ulbr.: Sie kommt im westlichen Hubei vor.[6]
- Thalictrum leuconotum Franch.: Sie kommt im südlichen Qinghai, im westlichen Sichuan und im nordwestlichen Yunnan vor.[6]
- Thalictrum leve (Franch.) W.T.Wang: Sie kommt nur im nordwestlichen Yunnan vor.[6]
- Thalictrum longistylum DC.: Sie kommt in Bolivien, Peru und Ecuador vor.[7]
- Glänzende Wiesenraute (Thalictrum lucidum L.), Heimat: Europa, Türkei
- Thalictrum macrocarpum Gren., Heimat: Spanien und Frankreich
- Thalictrum macrorhynchum Franch.: Sie kommt in den chinesischen Provinzen Gansu, Hebei, Hubei, Shaanxi, Shanxi und Sichuan vor.[6]
- Thalictrum macrostylum Shuttlew. ex Small & A.Heller: Sie kommt in den östlichen und südöstlichen Vereinigten Staaten vor.[8]
- Thalictrum maritimum Dufour: Sie kommt nur in Spanien vor.
- Thalictrum microgynum Lecoy. ex Oliv.: Sie kommt im nördlichen Myanmar und in den chinesischen Provinzen Hubei, Hunan, Shanxi, Sichuan und Yunnan vor.[6]
- Kleine Wiesenraute (Thalictrum minus L.), Heimat: Europa und Asien
- Thalictrum myriophyllum Ohwi: Sie kommt nur im nördlichen Taiwan vor.[6]
- Thalictrum occidentale A.Gray: Sie kommt im westlichen Kanada und in den westlichen und zentralen Vereinigten Staaten vor.[8]
- Thalictrum oligandrum Maxim.: Sie kommt in den chinesischen Provinzen Gansu, Qinghai, Shanxi und Sichuan vor.[6]
- Thalictrum omeiense W.T.Wang & S.H.Wang: Sie kommt im zentralen Sichuan vor.[6]
- Thalictrum orientale Boiss., Heimat: Südgriechenland, Türkei, Nordsyrien
- Thalictrum osmundifolium Finet & Gagnep.: Sie kommt im westlichen Hubei und in Sichuan vor.[6]
- Thalictrum panamense Standl.: Dieser Endemit kommt nur im westlichen Panama vor.[7]
- Thalictrum peninsulare (Brandegee) Rose: Sie kommt nur in Baja California vor.[7]
- Thalictrum petaloideum L.: Sie kommt in China, Korea, der Mongolei und in Sibirien vor.[6]
- Thalictrum philippinense C.B.Rob.: Sie kommt auf den Philippinen und auf Hainan vor.[6]
- Thalictrum platycarpum (Trel.) Greene: Sie kommt im östlichen Himalaja vor.[7]
- Thalictrum podocarpum Kunth: Sie kommt in Südamerika vor.[7]
- Thalictrum polycarpum (Torr.) S.Watson: Sie kommt in den westlichen Vereinigten Staaten und in Baja California vor.[8]
- Thalictrum przewalskii Maxim.: Sie kommt in den chinesischen Provinzen Gansu, Hebei, Henan, Hubei, Nei Mongol, Qinghai, Shaanxi, Shanxi, Sichuan und in Tibet vor.[6]
- Thalictrum pseudoichangense Q.E.Yang & G.H.Zhu: Sie kommt in der chinesischen Provinz Guizhou vor.[6]
- Thalictrum pubescens Pursh, Heimat: Kanada, USA
- Thalictrum pubigerum Benth.: Sie kommt in Mexiko vor.[7]
- Thalictrum punctatum H. Lév., Heimat: China (Yunnan)
- Thalictrum ramosum B.Boivin: Sie kommt in den chinesischen Provinzen Guangxi, Hunan und Sichuan vor.[6]
- Thalictrum rariflorum Fries: Sie wird auch als Unterart Thalictrum simplex subsp. rariflorum (Fr.) Nordh. zu Thalictrum simplex gestellt.[7]
- Thalictrum reniforme Wall.: Sie kommt in Nepal, Bhutan, Sikkim und im südlichen Tibet vor.[6]
- Thalictrum reticulatum Franch.: Sie kommt in zwei Varietäten in Sichuan und Yunnan vor.[6]
- Thalictrum revolutum DC.: Sie kommt in Kanada und in den Vereinigten Staaten vor.[7]
- Thalictrum rhynchocarpum Quart.-Dill. & A.Rich.: Sie kommt von Bioko und Sudan bis Südafrika vor.[7]
- Thalictrum robustum Maxim.: Sie kommt in den chinesischen Provinzen Gansu, Henan, Hubei, Shanxi und Sichuan vor.[6]
- Thalictrum rochebruneanum Franch. & Sav., Heimat: Japan
- Thalictrum roseanum B.Boivin, Heimat: Mexiko.[7]
- Thalictrum rostellatum Hook. f. & Thomson: Sie kommt im nordwestlichen Indien, in Bhutan, Nepal, Sikkim, im südlichen Tibet und in den chinesischen Provinzen westliches Sichuan sowie nordwestliches Yunnan vor.[6]
- Thalictrum rotundifolium DC.: Sie kommt in Nepal und in Tibet vor.[6]
- Thalictrum rubescens Ohwi: Sie kommt im nördlichen Taiwan vor.[6]
- Thalictrum rutifolium Hook. f. & Thomson: Sie kommt in Sikkim, Tibet und in den chinesischen Provinzen im westlichen Sichuan, in Gansu sowie Qinghai vor.[6]
- Thalictrum sachalinense Lecoyer: Sie kommt in Japan, Korea, auf den Kurilen und in Sachalin vor.[7]
- Thalictrum saniculiforme DC.: Sie kommt im nördlichen Indien, in Nepal, Sikkim, im westlichen Yunnan und im südlichen Tibet vor.[6]
- Thalictrum scabrifolium Franch.: Sie kommt im zentralen Yunnan vor.[6]
- Thalictrum shensiense W.T.Wang & S.H.Wang: Dieser Endemit kommt nur im südöstlichen Shaanxi vor.[6]
- Thalictrum simaoense W.T.Wang & G.H.Zhu: Sie kommt nur im südwestlichen Yunnan vor.[6]
- Schmalblättrige Wiesenraute (Thalictrum simplex L.), Heimat: Europa und Asien. Mit mehreren Unterarten.
- Thalictrum smithii B.Boivin: Sie kommt im westlichen Sichuan, im südlichen Tibet und in Yunnan vor.[6]
- Thalictrum sparsiflorum Turcz. ex Fisch. & C.A.Mey.: Sie kommt in Russland, in Nordamerika, China und Korea vor.[6]
- Blaugrüne Wiesenraute (Thalictrum speciosissimum L.), Heimat: Spanien, Portugal, Algerien, Marokko
- Thalictrum squamiferum Lecoy.: Sie kommt in Bhutan, Sikkim, Qinghai, Sichuan, Yunnan und in Tibet vor.[6]
- Thalictrum squarrosum Stephan ex Willd.: Sie kommt in Sibirien, in der Mongolei und in China vor.[6]
- Thalictrum steyermarkii Standl.: Sie kommt von Mexiko bis Guatemala vor.[7]
- Thalictrum strigillosum Hemsl.: Sie kommt in Mexiko vor.[7]
- Rautenanemone (Thalictrum thalictroides (L.) A.J.Eames & B.Boivin; Syn.: Anemone thalictroides L., Anemonella thalictroides (L.) Spach, Syndesmon thalictroides (L.) Hoffmannsegg, Thalictrum anemonoides Mich.): Ihre systematische Stellung wurde lange diskutiert. Es wurde für sie sogar eine eigene Gattung Anemonella Spach aufgestellt. Sie ist in Nordamerika weit verbreitet und gedeiht in sommergrünen Wäldern, an Ufern und Gebüschen in Höhenlagen zwischen 0 und 300 Metern.
- Thalictrum tenue Franch.: Sie kommt in den chinesischen Provinzen Gansu, Hebei, Nei Mongol, Ningxia, Shaanxi und Shanxi vor.[6]
- Thalictrum tenuisubulatum W.T.Wang: Sie kommt nur im westlichen Yunnan vor.[6]
- Thalictrum texanum (E.Hall ex A.Gray) Small: Sie kommt nur in Texas vor.[8]
- Thalictrum trichopus Franch.: Sie kommt im südwestlichen Sichuan und im westlichen Yunnan vor.[6]
- Thalictrum tsawarungense W.T.Wang & S.H.Wang: Dieser Endemit kommt nur im südöstlichen Tibet vor.[6]
- Thalictrum tuberiferum Maxim.: Sie kommt in Sibirien, Japan, Korea und China vor.[6]
- Thalictrum tuberosum L.: Sie kommt vom südlichen zentralen Frankreich bis zum nördlichen und östlichen Spanien vor.[7]
- Thalictrum umbricola Ulbr.: Sie kommt in den chinesischen Provinzen Guangdong, Guangxi, Hunan und Jiangxi vor.[6]
- Thalictrum uncatum Maxim.: Sie kommt in den chinesischen Provinzen Gansu, Guizhou, Qinghai, Sichuan, Xizang und Yunnan vor.[6]
- Thalictrum uncinatum Rehm.: Sie kommt in der westlichen Ukraine vor.[7]
- Thalictrum uncinulatum Franch. ex Lecoy.: Sie kommt in den chinesischen Provinzen Gansu, Guizhou, Hubei, Shanxi und Sichuan vor.[6]
- Thalictrum urbainii Hayata: Die zwei Varietäten kommen nur in Taiwan vor.[6]
- Thalictrum venturii B.Boivin: Sie kommt in Nepal, Bhutan, Sikkim, Tibet, Sichuan und Yunnan vor.[6]
- Thalictrum venulosum Trel.: Sie kommt in Kanada und in den Vereinigten Staaten vor.[8]
- Thalictrum vesiculosum Lecoy., Heimat: Peru.[7]
- Thalictrum virgatum Hook. f. & Thomson: Sie kommt vom Himalaja bis China vor.[7]
- Thalictrum viscosum W.T.Wang & S.H.Wang: Sie kommt im nordwestlichen Yunnan vor.[6]
- Thalictrum wangii B.Boivin: Sie kommt im nordwestlichen Yunnan und im südöstlichen Tibet vor.[6]
- Thalictrum wuyishanicum W.T.Wang & S.H.Wang: Sie kommt im nördlichen Fujian und in Jiangxi vor.[6]
- Thalictrum xingshanicum G.F.Tao: Sie kommt im westlichen Hubei vor.[6]
- Thalictrum yunnanense W.T.Wang: Die zwei Varietäten kommen nur in Yunnan vor.[6]